# Marcantonio Durando
Marcantonio Durando CM – auch Marco Antonio Durando (* 22. Mai 1801 in Mondovì; † 10. Dezember 1880 in Turin) war ein italienischer Ordenspriester. Er war Mitglied der Lazaristen und gründete selbst die Compagnia della Passione di Gesù Nazareno. Er wird zu den Turiner Sozialheiligen gezählt.

## Leben
Durando stammte aus einer angesehenen piemontesischen Familie. Sein Bruder Giacomo Durando war Außenminister in Urbano Rattazzis Regierung von 1862. Sein Bruder Giovanni Durando war ein General und Führer päpstlicher Truppen, der sich allerdings 1848 den Befehlen von Papst Pius IX. widersetzte und stattdessen in die Armee von Piemont eintrat, um für die Unabhängigkeit Italiens zu kämpfen. Durando selbst hatte dagegen bereits mit 15 Jahren den Wunsch, als Missionar nach China zu gehen. Er trat in die Ordensgemeinschaft der Lazaristen ein. Bereits mit dem Alter von 18 Jahren legte er seine ewigen Gelübde ab und wurde am 12. Juni 1824 zum Priester geweiht. Aber anstatt nach China zu gehen, blieb er zunächst fünf Jahre in Casale Monferrato und war dann von 1829 an in der Niederlassung von Turin, deren Superior er von 1831 an war. 1837 wurde er Ordensoberer für die norditalienische Provinz.
1855 eröffnete er die Brignole-Sale-Schule zur Ausbildung von Priestern für die Auslandsmission. Er setzte sich für die Volksmission ein und gilt als großer Verehrer und Förderer der Wundertätigen Medaille.

## Seligsprechung
1928 wurde der Seligsprechungsprozess durch das Erzbistum Turin eingeleitet. 1940 folgte der apostolische Prozess. Am 1. Juli 2000 wurde der heroische Tugendgrad festgestellt. Am 20. Dezember 2001 anerkannte Papst Johannes Paul II. ein Wunder auf die Fürbitte von Durando und am 20. Oktober 2002 sprach er ihn selig. Sein liturgischer Gedenktag ist der 10. Dezember.